# Atletico Roma FC
Associazione Sportiva Cisco Calcio Roma är en italiensk fotbollsklubb från Rom som grundades 2004 genom sammanslagningen av AS Lodigiani och Cisco Calcio Roma, men de anger 1972 som året i sin logotyp, eftersom det var då Lodigiani grundades.
Cisco Roma spelade säsongen 2004/2005 i Serie C2/B som AS Cisco Lodigiani och spelar för närvarande i Serie C2/C. Lagets hemmaställ är helrött och bortastället har vit överdel med röda byxor och strumpor.
AS Lodigiani var känt för att ha ett av de bästa italienska ungdomssystemen och tog fram spelare som Luigi Apolloni, Valerio Fiori, Emiliano Moretti och Francesco Totti.
Cisco Roma påbörjade säsongen 2006/2007 med uppflyttning som mål efter att ha värvat Paolo Di Canio (tidigare klubbar bl.a. Celtic, Sheffield Wednesday och Lazio. Laget slutade på andraplats i Serie C2/C men förlorade mot Reggiana i semifinalen av slutspelet.

## Kända tidigare spelare
- Luigi Apolloni
- David Di Michele
- Valerio Fiori
- Emiliano Moretti
- Andrea Silenzi
- Luca Toni
- Francesco Totti